# Michael de Leeuw
Michael de Leeuw (Goirle, 17 ottobre 1986) è un calciatore olandese, attaccante del Groen Geel.

## Carriera
Cresciuto nelle giovanili del Willem II, senza giungere alla prima squadra, nell'estate 2009 passa al Veendam, col quale, con 25 reti all'attivo su 36 incontri disputati, conquista il titolo di capocannoniere della Eerste Divisie 2009-2010.
Il 30 settembre 2012 con la maglia del Groningen segna una tripletta in campionato nel 3-2 al Roda JC.
Il 17 maggio 2016, la squadra statunitense dei Chicago Fire ha annunciato di aver ingaggiato il giocatore per un contratto di 3 anni fino al 2018 con un'opzione per il 2019.

## Statistiche

### Presenze e reti nei club
Statistiche aggiornate al 15 novembre 2016.
| Stagione        | Squadra         | Campionato      | Campionato | Campionato | Coppe nazionali | Coppe nazionali | Coppe nazionali | Coppe continentali | Coppe continentali | Coppe continentali | Altre coppe | Altre coppe | Altre coppe | Totale | Totale |
| Stagione        | Squadra         | Comp            | Pres       | Reti       | Comp            | Pres            | Reti            | Comp               | Pres               | Reti               | Comp        | Pres        | Reti        | Pres   | Reti   |
| --------------- | --------------- | --------------- | ---------- | ---------- | --------------- | --------------- | --------------- | ------------------ | ------------------ | ------------------ | ----------- | ----------- | ----------- | ------ | ------ |
| 2009-2010       | Veendam         | 1D              | 36         | 25         | CO              | 1               | 0               | -                  | -                  | -                  | -           | -           | -           | 37     | 25     |
| 2010-2011       | Veendam         | 1D              | 31+1       | 13+1       | CO              | 2               | 0               | -                  | -                  | -                  | -           | -           | -           | 34     | 14     |
| Totale Veendam  | Totale Veendam  | Totale Veendam  | 67+1       | 38+1       |                 | 3               | 0               |                    | -                  | -                  |             | -           | -           | 71     | 39     |
| 2011-2012       | De Graafschap   | ED              | 33+2       | 10         | CO              | 2               | 1               | -                  | -                  | -                  | -           | -           | -           | 37     | 11     |
| 2012-2013       | Groningen       | ED              | 30+2       | 11         | CO              | 3               | 1               | -                  | -                  | -                  | -           | -           | -           | 35     | 12     |
| 2013-2014       | Groningen       | ED              | 24+4       | 9          | CO              | 3               | 0               | -                  | -                  | -                  | -           | -           | -           | 31     | 9      |
| 2014-2015       | Groningen       | ED              | 28         | 17         | CO              | 5               | 7               | UEL                | 1                  | 0                  | -           | -           | -           | 34     | 24     |
| 2015-2016       | Groningen       | ED              | 29+1       | 9          | CO              | 2               | 1               | UEL                | 4                  | 0                  | SO          | 1           | 0           | 37     | 10     |
|                 |                 |                 | 111+7      | 46         |                 | 13              | 9               |                    | 5                  | 0                  |             | 1           | 0           | 137    | 55     |
| 2016            | Chicago Fire    | MLS             | 18         | 7          | USOC            | 2               | 1               | -                  | -                  | -                  | -           | -           | -           | 20     | 8      |
| Totale carriera | Totale carriera | Totale carriera | 239        | 102        |                 | 20              | 11              |                    | 5                  | 0                  |             | 1           | 0           | 265    | 113    |

## Palmarès

### Club

#### Competizioni nazionali
- Coppa dei Paesi Bassi: 1

Groningen: 2014-2015
- Eerste Divisie: 1

Willem II: 2023-2024

### Individuale
- Capocannoniere della Eerste Divisie: 1

2009-2010 (25 reti)